# Marcel Autaa
Marcel Autaa (Lacq, 29 d'agost de 1902 - Artix, 12 de desembre de 1959) va ser un ciclista francès, que va córrer durant el final dels anys 20. La seva única victòria coneguda és una etapa de la Volta a Catalunya de 1928. Va ser 23è de la classificació general del Tour de França del mateix any 1928.